# Xã Granville, Quận Mercer, Ohio
Xã Granville (tiếng Anh: Granville Township) là một xã thuộc quận Mercer, tiểu bang Ohio, Hoa Kỳ. Năm 2010, dân số của xã này là 4.030 người.